# Norberto Scoponi
Norberto Hugo Scoponi Casanova (Rosario, Provincia de Santa Fe, 13 de enero de 1961) es un exfutbolista argentino.
Se desempeñó como arquero, y su primer equipo fue el Club Atlético Newell's Old Boys, donde debutó en 1982.

## Biografía
Apodado "Gringo", Norberto Scoponi nació en 1961 en la ciudad de Rosario. Comenzó su carrera como futbolista en el Club Atlético Newell's Old Boys de su ciudad natal, donde jugó como arquero.
Debutó en 1982 en primera división con Newell's Old Boys hasta fines del año 1994.
En el año 1988 obtuvo su primer campeonato, la Primera División 1987/88, cuando Newell's Old Boys obtiene su segundo título nacional de AFA. Aquel plantel es recordado no solo por el campeonato obtenido, sino también por haber estado conformado sólo con futbolistas provenientes exclusivamente del propio club, hecho único en el fútbol argentino, y pocas veces acontecido en el fútbol mundial.[cita requerida] Fue además el único futbolista que tuvo asistencia perfecta en todos los encuentros, totalizando 38 participaciones.
Integró también el plantel de Newell's Old Boys que disputó la Copa Libertadores de 1988, alcanzando al instancia final frente a Nacional de Uruguay.
Luego conseguiría su segundo título personal en el Campeonato 1990-1991, dando la vuelta olímpica en la Bombonera y como una de las piezas fundamentales del equipo de Marcelo Bielsa, y con una actuación sobresaliente en la definición por penales final.
En 1992 obtiene su tercera coronación: el Torneo Clausura 1992. Al año siguiente jugó junto a Diego Maradona en su paso por Newell's Old Boys.
Es el 2° futbolista que más encuentros disputó en Newell's Old Boys con 407, solo luego de Gerardo Martino, y junto a él y a Juan Manuel Llop, el que más títulos obtuvo con 3 consagraciones.
A fines de 1994 sería traspasado al Cruz Azul de México, donde permanecería por dos años, y obtendría dos Copas de Campeones de la CONCACAF: la de 1996 y la de 1997. Posteriormente retornaría a la Argentina al Club Atlético Independiente en 1998, para finalmente llegar en el 2000 a Reboceros de la Piedad en el ascenso mexicano donde culminaría su carrera como futbolista.

### Selección Argentina
Integró la Selección de fútbol de Argentina campeona de la Copa América 1993 en Ecuador, y el plantel que participó de la Copa Mundial de Fútbol de 1994. En ambos casos, fue el tercer arquero del plantel albiceleste.

#### Participaciones en Copas del Mundo
| Mundial                        | Sede           | Resultado        |
| ------------------------------ | -------------- | ---------------- |
| Copa Mundial de Fútbol de 1994 | Estados Unidos | Octavos de final |

## Clubes
| Club              | País      | Año         |
| ----------------- | --------- | ----------- |
| Newell's Old Boys | Argentina | 1982 – 1994 |
| Cruz Azul         | México    | 1995 – 1997 |
| Independiente     | Argentina | 1998 – 2000 |
| Santos Laguna     | México    | 2000        |

## Estadísticas
Datos actualizados al fin de la carrera deportiva.
| Newell's Old Boys Argentina |               |               |     |     |     |    |    |     |     |     |     |
| 1.ª | M-1981        | 1             | 0   | 1   | -   | -  | -  | 1   | 0   | 1   |     |
| 1.ª | M-1982        | 2             | 2   | 1   | -   | -  | -  | 2   | 2   | 1   |     |
| 1.ª | N-1983        | 2             | 1   | 1   | -   | -  | -  | 2   | 1   | 1   |     |
| 1.ª | M-1983        | 1             | 1   | 0   | -   | -  | -  | 1   | 1   | 0   |     |
| 1.ª | N-1985        | 13            | 12  | 4   | -   | -  | -  | 13  | 12  | 4   |     |
| 1.ª | 1985/86       | 36            | 30  | 17  | -   | -  | -  | 36  | 30  | 17  |     |
| 1.ª | 1986/87       | 36            | 30  | 17  | -   | -  | -  | 36  | 30  | 17  |     |
| 1.ª | 1987/88       | 38            | 22  | 19  | 15  | 9  | 9  | 53  | 31  | 28  |     |
| 1.ª | 1988/89       | 29            | 30  | 8   | -   | -  | -  | 29  | 30  | 8   |     |
| 1.ª | 1989/90       | 38            | 43  | 15  | -   | -  | -  | 38  | 43  | 15  |     |
| 1.ª | 1990/91       | 40            | 44  | 16  | -   | -  | -  | 40  | 44  | 16  |     |
| 1.ª | A-1991        | 15            | 15  | 4   | -   | -  | -  | 15  | 15  | 4   |     |
| 1.ª | C-1992        | 17            | 10  | 8   | 15  | 14 | 6  | 32  | 24  | 14  |     |
| 1.ª | A-1992        | 17            | 24  | 5   | -   | -  | -  | 17  | 24  | 5   |     |
| 1.ª | C-1993        | 16            | 13  | 6   | 8   | 8  | 4  | 24  | 21  | 10  |     |
| 1.ª | A-1993        | 18            | 20  | 7   | -   | -  | -  | 18  | 20  | 7   |     |
| 1.ª | C-1994        | 12            | 13  | 5   | -   | -  | -  | 12  | 13  | 5   |     |
| 1.ª | A-1994        | 19            | 14  | 8   | -   | -  | -  | 19  | 14  | 8   |     |
| Total club | Total club    | 350           | 324 | 142 | 38  | 31 | 19 | 388 | 355 | 161 |     |
| Independiente Argentina |               |               |     |     |     |    |    |     |     |     |     |
| 1.ª | A-1997        | 5             | 11  | 1   | -   | -  | -  | 5   | 11  | 1   |     |
| 1.ª | C-1998        | 7             | 13  | 0   | -   | -  | -  | 7   | 13  | 0   |     |
| 1.ª | A-1998        | 3             | 4   | 0   | -   | -  | -  | 3   | 4   | 0   |     |
| 1.ª | C-1999        | 17            | 21  | 6   | -   | -  | -  | 17  | 21  | 6   |     |
| 1.ª | A-1999        | 3             | 7   | 0   | 3   | 4  | 0  | 6   | 11  | 0   |     |
| Total club | Total club    | 35            | 56  | 7   | 3   | 4  | 0  | 38  | 60  | 7   |     |
| Total carrera | Total carrera | Total carrera | 385 | 380 | 149 | 41 | 45 | 19  | 426 | 415 | 168 |
| (1) Incluye datos de la Copa Libertadores (1988, 1992, 1993); Copa Mercosur (1999). (2) No incluye goles en partidos amistosos. |               |               |     |     |     |    |    |     |     |     |     |

### Penales atajados en Primera División
| Torneo        | Equipo            | Rival              | Ejecutante           | Resultado |
| ------------- | ----------------- | ------------------ | -------------------- | --------- |
| 1985/86       | Newell's Old Boys | Unión              | Pablo Cárdenas       | 2-0       |
| 1987/88       | Newell's Old Boys | Unión              | Fernando Alí         | 2-0       |
| Apertura 1991 | Newell's Old Boys | F.C.Oeste          | Adrian Blas Taffarel | 2-2       |
| Apertura 1993 | Newell's Old Boys | Mandiyú            | Arsenio Benítez      | 1-3       |
| Apertura 1993 | Newell's Old Boys | San Lorenzo        | Néstor Raúl Gorosito | 1-0       |
| Apertura 1997 | Independiente     | Gimnasia y Esgrima | Óscar Sánchez        | 1-3       |
| Apertura 1998 | Independiente     | Huracán            | Gastón Casas         | 1-1       |
| Clausura 1999 | Independiente     | Boca Juniors       | Martín Palermo       | 4-0       |

## Palmarés

### Campeonatos nacionales
| Título           | Club              | Sede         | Año     |
| ---------------- | ----------------- | ------------ | ------- |
| Primera División | Newell's Old Boys | Rosario      | 1987/88 |
| Primera División | Newell's Old Boys | Buenos Aires | 1990/91 |
| Primera División | Newell's Old Boys | Rosario      | C-1992  |
| Copa México      | Cruz Azul         | Jasso        | 1996/97 |

### Campeonatos internacionales
| Título                           | Club                | Sede             | Año  |
| -------------------------------- | ------------------- | ---------------- | ---- |
| Copa América                     | Selección Argentina | Guayaquil        | 1993 |
| Copa de Campeones de la Concacaf | Cruz Azul           | Guatemala        | 1996 |
| Copa de Campeones de la Concacaf | Cruz Azul           | Washington D. C. | 1997 |